# Mary Mersch
Mary Mersch (Los Angeles, 4 gennaio 1887 – Los Angeles, 26 febbraio 1956) è stata un'attrice statunitense che lavorò un paio di decenni nel cinema iniziando la sua carriera all'epoca del muto, usando talvolta anche il nome May Mersch.
Iniziò la sua carriera cinematografica nel 1916 e il suo nome appare anche in cartellone a Broadway. Al cinema, ricoprì normalmente ruoli da comprimaria, lavorando con registi come Cecil B. DeMille, William C. de Mille, Robert G. Vignola, King Baggot, Donald Crisp e girando spesso sotto la direzione di Frank Lloyd. Uno dei suoi ruoli più importanti fu quello della protagonista femminile in Riders of the Purple Sage, dove recitò accanto a William Farnum, ruolo che riprese anche nel sequel The Rainbow Trail.
Lasciò il cinema a metà degli anni venti per ritornarvi dopo l'avvento del sonoro, a metà anni trenta, prendendo parte ad alcuni film in piccoli ruoli.

## Filmografia
- David Garrick, regia di Frank Lloyd (1916)
- The Making of Maddalena, regia di Frank Lloyd (1916)
- The Dream Girl, regia di Cecil B. DeMille (1916)
- Common Ground, regia di William C. de Mille (1916)
- Her Own People, regia di Scott Sidney (1917)
- One of Many, regia di Christy Cabanne (1917)
- The Trouble Buster, regia di Frank Reicher (1917)
- Rimrock Jones, regia di Donald Crisp (1918)
- Who Killed Walton?, regia di Thomas N. Heffron (1918)
- Blue Blood, regia di Eliot Howe (1918)
- A Mother's Secret, regia di Douglas Gerrard (1918)
- L'artiglio (The Claw), regia di Robert G. Vignola (1918)
- Riders of the Purple Sage, regia di Frank Lloyd
- The Rainbow Trail, regia di Frank Lloyd (1918)
- Il sussurro della calunnia (The Whispered Name), regia di King Baggot (1924)
- The Top of the World, regia di George Melford (1925)
- I nemici delle donne (Ever Since Eve), regia di George Marshall (1934)
- Song of the Saddle, regia di Louis King (1936)
- The Cowboy and the Kid, regia di Ray Taylor (1936)
- Star for a Night, regia di Lewis Seiler (1936)
- Empty Saddles, regia di Lesley Selander (1936)
- Counterfeit Lady, regia di D. Ross Lederman (1936)
- Un mondo che sorge (Wells Fargo), regia di Frank Lloyd
- Squadron of Honor, regia di Charles C. Coleman (1938)